# Nonrod
Nonrod ist ein Ortsteil der Gemeinde Fischbachtal im südhessischen Landkreis Darmstadt-Dieburg.

## Geographie
Nonrod ist ein offenes Dorf mit lockerer Gehöftanordnung im Granitgebiet bei doppelseitiger Gehängelage des nördlichen Odenwalds, ca. 15,5 km südlich von Dieburg. Der Ortsteil Nonrod ist von Wald umgeben und gesteht aus der 110 Hektar großen Gemarkung Nonrod.
An den Ortsteil Nonrod grenzen, vom Norden beginnend, im Uhrzeigersinn die Orte Niedernhausen, Fränkisch-Crumbach, Meßbach und Billings. Der Ort ist nur über die Kreisstraße 73 erreichbar, die Niedernhausen und in südöstlicher Richtung von der Landesstraße 3102 abzweigt.

## Geschichte

### Ortsgeschichte
Die älteste bekannte urkundliche Erwähnung des Dorfes erfolgte im Jahre 1384 als Graf Dieter von Katzenelnbogen für 500 Gulden mit anderen Dörfern Nonrod an Erzbischof Adolf von Mainz verpfändet. Weitere Erwähnungen erfolgten unter den Ortsnamen (in Klammern das Jahr der Erwähnung): Nanrod (1430), Nanterode (16. Jahrhundert), Nawratt (1544), Naurodt (1557), Naurad (1558), Neuerodtt (1565) und Nonroth (1748).
Im 14. und 15. Jahrhundert gehört das Dorf zum Besitz der Grafen von Katzenelnbogen und wechselt mit deren Aussterben in den Besitz der Landgrafschaft Hessen. 1630 findet es Erwähnung als zur  Mark Niedernhausen unter Lichtenberg zugehörig. Nonrod (früher Waldhausen) lag im Gerichtsbezirk der Zent Oberramstadt. Die Zent war in sogenannte „Reiswagen“ eingeteilt, denen jeweils ein Oberschultheiß vorstand, die dem Zentgrafen unterstellt waren. Dieser Bezirk hatte einen Frachtwagen (Reiswagen) einschließlich Zugtieren und Fuhrknechten für Feldzüge bereitzustellen. Nonrod gehörte zum „Großbieberauer Reiswagen“, dem Waldhausen besteht aus den Orten Niedernhausen, Billings, Meßbach und Nonrod sowie die Dörfer Rodau, Wersau und Steinau angehörten. Die gesamte Zent Oberramstadt war dem Amt Lichtenberg zugeteilt. Diese Einteilung bestand noch bis zum Beginn des 19. Jahrhunderts.
Noch 1806 werden die Orte Billings, Meßbach und Nonrod als Dörfer der Gemeinde Waldhausen genannt.
Die Statistisch-topographisch-historische Beschreibung des Großherzogthums Hessen berichtet 1829 über Nonrod:

„Nonrod (L. Bez. Reinheim) luth. Filialdorf: liegt sehr ausgedehnt in einem hohen Thale 1 3⁄4 St. von Reinheim, hat 8 Häuser und 60 Einw., die bis auf 2 Kath. lutherisch sind. Nonrod war 1648 ganz unbewohnt.“

Hessische Gebietsreform (1970–1977)
Nonrod war bis zum freiwilligen Zusammenschluss mit den Gemeinden Steinau, Lichtenberg, Niedernhausen, Billings und Meßbach zur neuen Gemeinde Fischbachtal zum 31. Dezember 1971 im Zuge der Gebietsreform in Hessen eine selbstständige Gemeinde.
Für jede dieser ehemaligen Gemeinden wurde ein Ortsbezirk eingerichtet. Die Gemeindeverwaltung erhielt ihren Sitz im Ortsteil Niedernhausen.

### Verwaltungsgeschichte im Überblick
Die folgende Liste zeigt die Staaten und Verwaltungseinheiten, denen Nonrod angehört(e):
- vor 1479: Heiliges Römisches Reich, Grafschaft Katzenelnbogen, Obergrafschaft Katzenelnbogen (1430 zur Kellerei Lichtenberg)
- ab 1479: Heiliges Römisches Reich, Landgrafschaft Hessen (durch Erbfall), Obergrafschaft Katzenelnbogen
- ab 1567: Heiliges Römisches Reich, Landgrafschaft Hessen-Darmstadt, Obergrafschaft Katzenelnbogen, (1630: Mark Niedernhausen unter Lichtenberg; 1783: Amt Lichtenberg, Zent Oberramstadt, Groß-Bieberauer Reiswagen)
- ab 1803: Heiliges Römisches Reich, Landgrafschaft Hessen-Darmstadt, Fürstentum Starkenburg, Amt Lichtenberg
- ab 1806: Großherzogtum Hessen,[Anm. 2] Fürstentum Starkenburg, Amt Lichtenberg[15]
- ab 1815: Großherzogtum Hessen[Anm. 3], Provinz Starkenburg, Amt Lichtenberg
- ab 1821: Großherzogtum Hessen, Provinz Starkenburg, Landratsbezirk Reinheim[Anm. 4]
- ab 1832: Großherzogtum Hessen, Provinz Starkenburg, Kreis Dieburg
- ab 1848: Großherzogtum Hessen, Regierungsbezirk Dieburg
- ab 1852: Großherzogtum Hessen, Provinz Starkenburg, Kreis Dieburg
- ab 1871: Deutsches Reich,[16] Großherzogtum Hessen, Provinz Starkenburg, Kreis Dieburg
- ab 1918: Deutsches Reich, Volksstaat Hessen,[Anm. 5] Provinz Starkenburg, Kreis Dieburg
- ab 1938: Deutsches Reich, Volksstaat Hessen, Landkreis Dieburg[17][Anm. 6]
- ab 1945: Deutsches Reich, Amerikanische Besatzungszone,[Anm. 7] Groß-Hessen, Regierungsbezirk Darmstadt, Landkreis Dieburg
- ab 1946: Deutsches Reich, Amerikanische Besatzungszone, Land Hessen, Regierungsbezirk Darmstadt, Landkreis Dieburg
- ab 1949: Bundesrepublik Deutschland, Land Hessen, Regierungsbezirk Darmstadt, Landkreis Dieburg
- ab 1971: Bundesrepublik Deutschland, Land Hessen, Regierungsbezirk Darmstadt, Landkreis Dieburg, Gemeinde Fischbachtal[Anm. 8]
- ab 1977: Bundesrepublik Deutschland, Land Hessen, Regierungsbezirk Darmstadt, Landkreis Darmstadt-Dieburg, Gemeinde Fischbachtal

### Gerichtszugehörigkeit
Nonrod gehörte zum Zentgericht Oberramstadt. 1630 wird ein Untergericht Waldhausen genannt. In der Landgrafschaft Hessen-Darmstadt wurde mit Ausführungsverordnung vom 9. Dezember 1803 das Gerichtswesen neu organisiert. Für das Fürstentum Starkenburg wurde das „Hofgericht Darmstadt“ eingerichtet. Es war für normale bürgerliche Streitsachen Gericht der zweiten Instanz, für standesherrliche Familienrechtssachen und Kriminalfälle die erste Instanz. Übergeordnet war das Oberappellationsgericht Darmstadt. Die Rechtsprechung der ersten Instanz wurde durch die Ämter bzw. Standesherren vorgenommen.
Damit war für Nonrod das Amt Lichtenberg zuständig. Die Zentgerichte hatten damit ihre Funktion verloren.
Mit Bildung der Landgerichte im Großherzogtum Hessen war ab 1821 das Landgericht Lichtenberg das Gericht erster Instanz, zweite Instanz war das Hofgericht Darmstadt. Es folgten:
- ab 1848: Landgericht Reinheim (Verlegung von Lichtenberg nach Reinheim), zweite Instanz: Hofgericht Darmstadt
- ab 1879: Amtsgericht Reinheim, zweite Instanz: Landgericht Darmstadt
- ab 1968: Amtsgericht Darmstadt mit der Auflösung des Amtsgerichts Reinheim, zweite Instanz: Landgericht Darmstadt

## Bevölkerung

### Einwohnerstruktur 2011
Nach den Erhebungen des Zensus 2011 lebten am Stichtag, dem 9. Mai 2011, in Nonrod 111 Einwohner. Darunter waren 3 (2,7 %) Ausländer.
Nach dem Lebensalter waren 12 Einwohner unter 18 Jahren, 51 zwischen 18 und 49, 18 zwischen 50 und 64 und 27 Einwohner waren älter.
Die Einwohner lebten in 54 Haushalten. Davon waren 18 Singlehaushalte, 15 Paare ohne Kinder und 15 Paare mit Kindern, sowie 3 Alleinerziehende und 3 Wohngemeinschaften. In 15 Haushalten lebten ausschließlich Senioren und in 33 Haushaltungen keine Senioren.

### Einwohnerentwicklung
| • 1648: | unbewohnt                                               |
| • 1791: | 329 (mit Niedernhausen, Meßbach und Billings) Einwohner |
| • 1800: | 45 Einwohner                                            |
| • 1806: | 34 Einwohner, 6 Häuser                                  |
| • 1829: | 60 Einwohner, 8 Häuser                                  |
| • 1867: | 83 Einwohner, 13 Häuser                                 |

| Nonrod: Einwohnerzahlen von 1800 bis 2023 | Nonrod: Einwohnerzahlen von 1800 bis 2023 | Nonrod: Einwohnerzahlen von 1800 bis 2023 | Nonrod: Einwohnerzahlen von 1800 bis 2023 | Nonrod: Einwohnerzahlen von 1800 bis 2023 |
| --- | ----------------------------------------- | ----------------------------------------- | ----------------------------------------- | ----------------------------------------- |
| Jahr |                                           |                                           |                                           | Einwohner                                 |
| 1800 | 1800                                      |                                           | 45                                        | 45                                        |
| 1806 | 1806                                      |                                           | 34                                        | 34                                        |
| 1829 | 1829                                      |                                           | 60                                        | 60                                        |
| 1834 | 1834                                      |                                           | 72                                        | 72                                        |
| 1840 | 1840                                      |                                           | 72                                        | 72                                        |
| 1846 | 1846                                      |                                           | 84                                        | 84                                        |
| 1852 | 1852                                      |                                           | 86                                        | 86                                        |
| 1858 | 1858                                      |                                           | 77                                        | 77                                        |
| 1864 | 1864                                      |                                           | 74                                        | 74                                        |
| 1871 | 1871                                      |                                           | 79                                        | 79                                        |
| 1875 | 1875                                      |                                           | 82                                        | 82                                        |
| 1885 | 1885                                      |                                           | 90                                        | 90                                        |
| 1895 | 1895                                      |                                           | 74                                        | 74                                        |
| 1905 | 1905                                      |                                           | 77                                        | 77                                        |
| 1910 | 1910                                      |                                           | 82                                        | 82                                        |
| 1925 | 1925                                      |                                           | 96                                        | 96                                        |
| 1939 | 1939                                      |                                           | 89                                        | 89                                        |
| 1946 | 1946                                      |                                           | 141                                       | 141                                       |
| 1950 | 1950                                      |                                           | 128                                       | 128                                       |
| 1956 | 1956                                      |                                           | 107                                       | 107                                       |
| 1961 | 1961                                      |                                           | 105                                       | 105                                       |
| 1967 | 1967                                      |                                           | 115                                       | 115                                       |
| 1970 | 1970                                      |                                           | 107                                       | 107                                       |
| 1980 | 1980                                      |                                           | ?                                         | ?                                         |
| 1990 | 1990                                      |                                           | ?                                         | ?                                         |
| 2000 | 2000                                      |                                           | ?                                         | ?                                         |
| 2011 | 2011                                      |                                           | 111                                       | 111                                       |
| 2015 | 2015                                      |                                           | 102                                       | 102                                       |
| 2023 | 2023                                      |                                           | 79                                        | 79                                        |
| Datenquelle: Historisches Gemeindeverzeichnis für Hessen: Die Bevölkerung der Gemeinden 1834 bis 1967. Wiesbaden: Hessisches Statistisches Landesamt, 1968. Weitere Quellen: LAGIS; Zensus 2011; Gemeinde Fischbachtal: 2015; 2023 |                                           |                                           |                                           |                                           |

### Historische Religionszugehörigkeit
| • 1829: | 58 lutheranische (= 96,67 %) und 2 katholische (= 0,33 %) Einwohner |
| • 1961: | 80 lutheranische (= 76,19 %), 23 katholische (= 21,90 %) Einwohner  |

## Politik
Für Nonrod besteht ein Ortsbezirk (Gebiete der ehemaligen Gemeinde Nonrod) mit Ortsbeirat und Ortsvorsteher nach der Hessischen Gemeindeordnung. Der Ortsbeirat besteht aus drei Mitgliedern. Bei den Kommunalwahlen in Hessen 2021 kam kein Ortsbeirat zustande.

## Kultur
In der Nähe von Nonrod findet seit 2003 jährlich in der zweiten Hälfte im Monat August das Nonstock Festival statt. An zwei Abenden treten regionale und landesweit erfolgreiche Bands auf. Es kommen jährlich etwa 2000 Besucher, die größtenteils vor Ort zelten.